# Saison 1963-1964 du MC Alger
 (septembre 2022).
Si vous disposez d'ouvrages ou d'articles de référence ou si vous connaissez des sites web de qualité traitant du thème abordé ici, merci de compléter l'article en donnant les références utiles à sa vérifiabilité et en les liant à la section « Notes et références ».
 (septembre 2022).
- Si vous ne connaissez pas le sujet, laissez ce bandeau (vous pouvez alors contacter les auteurs).
- Si vous supprimez le contenu mis en cause (vous pouvez préalablement contacter les auteurs),

argumentez précisément cette suppression dans la page de discussion
(un manque de référence n'est pas un argument ; une recherche réelle de référence doit avoir été effectuée, être formellement documentée).
Maillots
Chronologie
Saison précédente Saison suivante
Cet article traite la saison de football 1963-1964 du Mouloudia d'Alger. Les matchs se déroulent essentiellement en Championnat d'Algérie de football 1963-1964, mais aussi en Coupe d'Algérie de football 1963-1964.

## Cinquième place et qualification pour le premier championnat
Le MCA a vu  l'arrivée de Zerga, Bousseloub, Zouaoui, Berkani, Aouadj, Bouras (du stade rennais), Lemoui (US Biskra) qui vont constituer avec Djazouli, Metrah, Abti, Maârouf, Loucif, Ait Bénali  et Senane l'effectif de la saison 1963-1964.
Le doyen a réalisé une saison moyenne et n'a pas fait mieux que de se qualifier a la première division nationale en 64/65.

## Championnat

### Résultats
| Division 1 Journée 1 | USM El Harrach   | 2-0 | MC Alger | Lavigerie |
|                      | Chicha Hamza 54e |     |          |           |

| Division 1 Journée 2 | MC Alger | 0-4 | CR Belouizdad                                  | St Eugène |
|                      |          |     | Kalem 20e-Arab Ahmed 35e-Achour 44e-Lalmas 87e |           |

| Division 1 Journée 3 | MC Alger                                     | 5-1 | RC Arba     | St Eugène |  |
|                      | Atbi 10e-Aouadj 29e, 76e et 83e-Bentabet 70e |     | Zeguini 60e |           |  |

| Division 1 Journée 4 | ASO Chlef | 0-0 | MC Alger | Chlef |  |
|                      |           |     |          |       |  |

| Division 1 Journée 5 | MC Alger        | 2-1 | OMR          | St Eugène |  |
|                      | Atbi 44e et 80e |     | Lardjane 28e |           |  |

| Division 1 Journée 6 | WA Boufarik | 2-3 | MC Alger | Med Rggaz (Boufarik) |  |
|                      |             |     |          |                      |  |

| Division 1 Journée 7 | MC Alger | 3-0 | USM Alger | St Eugène |  |
|                      |          |     |           |           |  |

| Division 1 Journée 8 | OM st Eugène | 1-0 | MC Alger | St Eugène |  |
|                      |              |     |          |           |  |

| Division 1 Journée 9 | MC Alger | 5-1 | NA Hussein Dey | St Eugène |  |
|                      |          |     |                |           |  |

| Division 1 Journée 10 | S.G | 0-1 | MC Alger | Ain Benian |  |
|                       |     |     |          |            |  |

| Division 1 Journée 11 | JS Kabylie | 0-0 | MC Alger | Tizi Ouzou |  |
|                       |            |     |          |            |  |

| Division 1 Journée 12 | USM Blida | 0-0 | MC Alger | Blida |  |
|                       |           |     |          |       |  |

| Division 1 Journée 13 | MC Alger | 4-1 | AS PTT | St Eugène |  |
|                       |          |     |        |           |  |

| Division 1 Journée 14 | JS El-Biar | 1-1 | MC Alger | El-Biar |  |
|                       |            |     |          |         |  |

| Division 1 Journée 15 | MC Alger | 0-1 | USM El Harrach | St Eugène |  |
|                       |          |     |                |           |  |

| Division 1 Journée 16 | CR Belouizdad | 1-0 | MC Alger | El Annasser |  |
|                       |               |     |          |             |  |

| Division 1 Journée 17 | RC Arba | 0-2 | MC Alger | Arba |  |
|                       |         |     |          |      |  |

| Division 1 Journée 18 | MC Alger | 2-1 | ASO Chlef | St Eugène |  |
|                       |          |     |           |           |  |

| Division 1 Journée 19 | OMR | 1-3 | MC Alger | El Annasser |  |
|                       |     |     |          |             |  |

| Division 1 Journée 20 | MC Alger | 2-1 | WA Boufarik | St Eugène |  |
|                       |          |     |             |           |  |

| Division 1 Journée 21 | USM Alger | 0-0 | MC Alger | St Eugène |  |
|                       |           |     |          |           |  |

| Division 1 Journée 22 | MC Alger | 1-0 | OM St Eugène | St Eugène |  |
|                       |          |     |              |           |  |

| Division 1 Journée 23 | NA Hussein Dey | 4-0 | MC Alger | Zioui |  |
|                       |                |     |          |       |  |

| Division 1 Journée 24 | MC Alger | 5-1 | S.G | Ain Benian |  |
|                       |          |     |     |            |  |

| Division 1 Journée 25 | MC Alger | 2-0 | JS Kabylie | St Eugène |  |
|                       |          |     |            |           |  |

| Division 1 Journée 26 | MC Alger | 2-2 | USM Blida | St Eugène |  |
|                       |          |     |           |           |  |

| Division 1 Journée 27 | AS PTT | 1-5 | MC Alger | El Annasser |  |
|                       |        |     |          |             |  |

| Division 1 Journée 28 | MC Alger | 4-1 | JS El-Biar | St Eugène |  |
|                       |          |     |            |           |  |

### Classement
Le classement est établi sur le même barème de points que durant l'époque coloniale, c'est-à-dire qu'une victoire vaut trois points, un match nul deux points et défaite à un point.
Le classement final de la ligue d'Alger de cette saison est :
| Rang | Équipe            | Pts | J  | G  | N  | P  | Bp | Bc | Diff |
| ---- | ----------------- | --- | -- | -- | -- | -- | -- | -- | ---- |
| 1    | NA Hussein Dey    | 75  | 30 | 19 | 7  | 4  | 72 | 29 | +43  |
| 2    | CR Belcourt       | 75  | 30 | 19 | 7  | 4  | 72 | 29 | +43  |
| 3    | USM Alger         | 74  | 30 | 17 | 10 | 3  | 69 | 23 | +46  |
| 4    | USM Blida         | 72  | 30 | 18 | 6  | 6  | 46 | 28 | +18  |
| 5    | MC Alger          | 71  | 30 | 18 | 5  | 7  | 52 | 28 | +24  |
| 6    | OM Ruisseau       | 67  | 30 | 15 | 7  | 8  | 46 | 39 | +7   |
| 7    | WA Boufarik       | 64  | 30 | 14 | 6  | 10 | 47 | 38 | +9   |
| 8    | JS Kabylie        | 61  | 30 | 10 | 11 | 9  | 31 | 34 | -3   |
| 9    | JS Bordj Ménaïel  | 59  | 30 | 9  | 11 | 10 | 44 | 43 | +1   |
| 10   | USM Maison-Carrée | 59  | 30 | 9  | 11 | 10 | 40 | 41 | -1   |
| 11   | OM Saint-Eugène   | 57  | 30 | 8  | 10 | 12 | 31 | 43 | -12  |
| 12   | AS Orléansville   | 52  | 30 | 7  | 8  | 15 | 20 | 53 | -33  |
| 13   | ASPTT Alger       | 48  | 30 | 5  | 8  | 17 | 28 | 64 | -36  |
| 14   | USM Marengo       | 45  | 30 | 6  | 3  | 21 | 21 |    |      |
| 15   | RC Arba           | 40  | 30 | 1  | 8  | 21 | 27 | 74 | -47  |
| 16   | S Guyotville      | 39  | 30 | 2  | 5  | 23 | 16 | 82 | -66  |

- Qualification au tournoi national

- 1er : Participe au tournoi final national

## Coupe d'Algérie
| Division 1 dernier tour régional | MC Alger | 2-0 | JSBordj Ménaiél | St Eugène |  |
|                                  |          |     |                 |           |  |

| Division 1 1/32e de finale | MC Alger | 2-0 | USHA | Stade Ferhani |  |
|                            |          |     |      |               |  |

| Division 1 1/16e de finale | MC Alger | 2-1 | WA Boufarik | El Annasser |  |
|                            |          |     |             |             |  |

| Division 1 1/8e de finale | MC Oran | 1-2 | MC Alger | Stade Zabana (Oran) |  |
|                           |         |     |          |                     |  |

| Division 1 1/4 de finale | MC Alger | 2-0 | MSP Batna | El Annasser |  |
|                          |          |     |           |             |  |

| Division 1 1/2 finale | MO Constantine | 4-1 | MC Alger | Benabdelmalek (Constantine) |  |
|                       |                |     |          |                             |  |